# Nomada ruficollis
Nomada ruficollis är en biart som beskrevs av Morawitz 1875. Nomada ruficollis ingår i släktet gökbin, och familjen långtungebin. Inga underarter finns listade i Catalogue of Life.